# Segofièla
Segofièla (en francès Ségoufielle) és un municipi francès situat al departament del Gers i a la regió d'Occitània.

## Demografia
| 1962                                       | 1968 | 1975 | 1982 | 1990 | 1999 | 2006 |
| ------------------------------------------ | ---- | ---- | ---- | ---- | ---- | ---- |
| 232                                        | 260  | 367  | 386  | 517  | 653  | 840  |
| Des de 1962: població sense dobles comptes |      |      |      |      |      |      |

## Administració
| Període   | Identitat         | Partit |
| --------- | ----------------- | ------ |
| 2001-2008 | Jean-Pierre Bègue |        |
| 2008      | Michèle Peregrino |        |
| 2008-     | Alain Lobry       |        |